# حوزه ددکیند

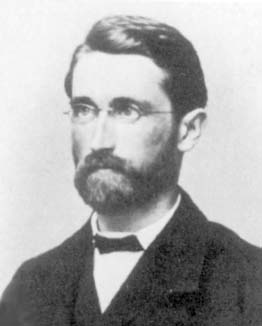
ریچارد ددکید

در جبر مجرد، حوزه ددکیند (Dedekind Domain) یا حلقه ددکیند (Dedekind Ring)، که براساس نام ریچارد ددکید نامگذاری شده، حوزه صحیحی است که هر ایده‌آل محض ناصفر در آن به ضرب ایده‌آل‌های اول تجزیه می‌گردد. می‌توان نشان داد که چنین تجزیه‌ای درحد ترتیب عوامل ضرورتاً یکتا است. حوزه ددکیند را حداقل از سه روش دیگر می‌توان مشخصه سازی نمود که برخی مواقع تعدادی از آن‌ها در منابع به عنوان تعریف در نظر گرفته می‌شوند.
میدان، حلقه جابه‌جایی است که هیچ ایده‌آل محض نابدیهی ندارد، بنابراین هر میدان یک حوزه ددکین است. برخی از مؤلفین شرط میدان نبودن را در تعریف حوزه ددکین می‌گنجانند.
یکی از پیامدهای آنی تعریف حوزه ددکیند، این است که هر حوزه ایده‌آل اصلی (PID)، یک حوزه ددکیند است. در حقیقت، حوزه ددکیند، حوزه تجزیه یکتا (UFD) است اگر و تنها اگر PID باشد.